# Beglerbegi
Beglerbegi o beylerbeyi fou un títol turc equivalent a bei de beis, i assimilat a comandant de comandants. El territori sobre el qual exercien la seva jurisdicció s'anomenava Beylerbeylik.
Inicialment sota els seljúcides designava al cap de l'exèrcit (també malik al-umara); sota els il-kànides designava al cap dels quatre umara al-ulus. A l'Horda d'Or l'utilitzaven tots els umara al-ulus. Els mamelucs el donaven segurament al atabak al-asakir.
Els otomans el van donar inicialment a un comandant en cap; el primer fou Lala Xahin en temps de Murat I, després de la conquesta d'Adrianòpolis. El va succeir en el càrrec Timurtash que fou nomenat beylerbeyi d'Anatòlia quan Baiazet I va fer la campanya de Valàquia contra Mircea el Gran. Musa I va nomenar un beylerbeyi. Sota Mehmet I els beylerbeys eren dos, amb un govern territorial: una a Rumèlia i un a Anatòlia. El càrrec va continuar existint com a govern general de les dues parts de l'imperi amb autoritat sobre els sandjakbegis (governadors de subprovíncies) i els sipahis o senyors feudals. En augmentar les províncies el nombre de beylerbeyis va augmentar i al final del segle xvi eren uns 40; el de Rumèlia era preferent en el protocol. Sota Mehmet II el títol va acabar sent merament honorífic i donat sovint als governadors provincials o als funcionaris amb grau de wazirs que eren nomenats per una província amb autoritat sobre les veïnes. Les funcions dels primers beylerbeyis eren importants, dirigint un diwan provincial propi i fent nomenaments que tot i que havien de ser ratificats ho eren sempre, però progressivament es va limitar la seva autoritat als nomenaments menys importants. Al segle xviii el títol de beylerbeyi va caure en desús substituït pel de wali, excepte els governadors d'Anadolu i Rumèlia.
Com a títol es va començar a utilitzar la denominació de mir-i miran o mirmiran (equivalent persa) o amir al-umara (equivalent àrab) que fou donat de vegades als governadors dels sandjaks. Al segle xix va esdevenir un grau de l'administració civil per funcionaris que tenien grau militar. Els mir-i miran tenien sempre el títol de paixà. La reorganització provincial del 1864 va comportar l'establiment oficial del títol de wali pels governadors de província. Va subsistir el títol honorífic de Rumeli beglerbegisi.
Sota els safàvides el càrrec de beglerbegi fou donat a una de les quatre classes de governadors provincials.